# Wild - Una storia selvaggia di avventura e rinascita
Wild, una storia selvaggia di avventura e rinascita è il libro più famoso della scrittrice statunitense Cheryl Strayed. Descrive un cammino di oltre 1770 chilometri lungo il Pacific Crest Trail, come un viaggio di scoperta e dialogo interiore. Ha raggiunto la posizione numero uno dei best seller del New York Times, restando in vetta per oltre sette settimane.
L'adattamento cinematografico del libro, Wild, è uscito a dicembre 2014 negli Stati Uniti.

## Trama
La storia è ambientata lungo il Pacific Crest Trail: dal Deserto del Mojave, percorrendo l'intera California e l'Oregon fino al Ponte degli dei nello stato di Washington. Durante questo cammino lungo più di 4000 chilometri, la protagonista rimanda attraverso alcuni "flashback", agli eventi che l'hanno spinta a cominciare questo viaggio.
All'età di 22 anni una giovane Cheryl perde la madre a causa del cancro, e gradualmente si allontana dai suoi fratelli per via della mancanza dell'affetto materno che li legava. Inizia a fare uso di eroina e divorzia dal marito, Marco Litting (nel libro Paul).
A 26 anni, nel pieno del suo dolore e sempre più alla ricerca di se stessa, comincia il lungo trekking sul Pacific Crest Trail senza nessuna precedente esperienza di escursionismo. Il libro descrive la sua vita prima, durante e dopo il viaggio, le sfide fisiche, e le realizzazioni spirituali.

## Riconoscimenti
- 15 luglio 2012: Wild raggiunge la prima posizione nella lista dei "best seller" del New York Times[3]
- 4 dicembre 2012: Wild è salito al primo posto nella categoria memoria e autobiografia del Goodreads Choice Awards 2012[4]
- gennaio 2013: Wild è stato selezionato come libro della settimana da BBC Radio 4[5]
- 2013: Wild ha trascorso 52 settimane sulla NPR Hardcover Nonfiction Bestseller List[6]
- agosto 2015: Wild è stato tradotto in 30 lingue[7]

## Recensioni
- Una scrittrice del New York Times, Dani Shapiro, definisce il libro «spettacolare! Un'avventura mozzafiato e una profonda meditazione sulla natura del dolore e della sopravvivenza». Il libro «permette ai lettori di sentire come gli eventi della sua vita e le sue lotte interne, unite alla forza intrinseca di una imponente escursione, si intreccino alle lezioni impartite dalla natura».[8]
- Sul giornale online Slate Melanie Rehak scrive come la voce della scrittrice sia stata «feroce, accesa, precisa».[9]
- Nel momento in cui è stato rilasciato il film ufficiale, nel dicembre del 2014, A. O. Scott scrive sul New York Times che «il libro della Strayed era già un classico della scrittura selvaggia e del femminismo moderno».[10]

## Edizioni
- Cheryl Strayed, Wild - una storia selvaggia di avventura e rinascita, Milano, Piemme, 2015, ISBN 978-8856646757.